# 勐烈镇
勐烈镇，是中华人民共和国云南省普洱市江城哈尼族彝族自治县下辖的一个乡镇级行政单位。

## 行政区划
勐烈镇下辖以下地区：
东城社区、西城社区、红疆村、大新村、朵把村、江边村、桥头村、大寨村和牛倮河村。